# Stainton (Middlesbrough)
Stainton – wieś w Anglii, w hrabstwie ceremonialnym North Yorkshire, w dystrykcie (unitary authority) Middlesbrough. Leży 64 km na północ od miasta York i 343 km na północ od Londynu.